# Pearl Mackie
Pearl Mackie (Brixton, 29 maggio 1987) è un'attrice britannica È conosciuta soprattutto per essere stata scelta per il ruolo di Bill Potts, la compagna del Dottore, a partire dalla decima stagione della serie televisiva fantascientifica Doctor Who.

## Biografia
Pearl Mackie è originaria di Brixton, nel sud di Londra. Ha studiato alla Bristol Old Vic Theatre School. Nel 2013 è apparsa nel film Svengali. Nel 2014 ha interpretato Anne-Marie Frasier in Doctors e ha partecipato a Lo strano caso del cane ucciso a mezzanotte al Royal National Theatre. Nell'aprile 2016 è stato annunciato che avrebbe preso il posto di Jenna Coleman come companion del Dottore, interpretato da Peter Capaldi.
Nel luglio 2017, al San Diego Comi-Con l'attrice conferma che non prenderà parte all'undicesima stagione e che la sua ultima apparizione sarà dunque nello special natalizio C'era due volte che sancirà la fine del Dodicesimo Dottore.

## Filmografia

### Cinema
- Svengali, regia di John Hardwick (2013)
- Horizon Line - Brivido ad alta quota (Horizon Line), regia di Mikael Marcimain (2020)

### Televisione
- Fragments - miniserie TV (2012)
- Doctors - serial TV, puntata 15x195 (2014)
- Doctor Who - serie TV, stagione 10, 13 episodi (2016-2017)
- Little Pieces of Gold - miniserie TV (2017)
- The One Show - talk show (2017)
- This Morning - talk show (2017)
- Room 101 - talk show (2018)
- The Crystal Maze - serie TV, episodio 10x7 (2018)
- Figures of Speech - mini serie TV, episodio 3x01 (2018)
- Urban Myths - serie TV, episodio 3x02 (2019)
- Forest 404 - serie TV, 10 episodi (2019)
- Adulting - serie TV, 6 episodi (2019)
- The Conception of Terror - miniserie TV (2019)
- Friday Night Dinner - serie TV, 2 episodi (2020)
- The Long Call - serie TV, 4 episodi (2021)
- Tom Jones - Una storia d'amore (Tom Jones) – miniserie TV, 4 episodi (2023)
- The Diplomat - serie TV, 12 episodi (2023-2024)

### Altro
- To Extremes (2009), cortometraggio, regia di Sarah Punshon
- Years & Years: Real (2014), videoclip, regia di Robert Francis Müller
- Date Aid (2015), cortometraggio
- Proposal (2018), cortometraggio

## Teatro
- La commedia degli errori (The Comedy of Errors) (Circomedia, Bristol, 2010)
- The Crucible (Theatre Royal, Bristol, 2010)
- Only Human (Theatre 503, Londra, 2012)
- Home (The Last Refuge, Londra, 2012)
- Crystal Springs (Park Theatre, Londra, 2014)
- Obama-ology (Finborough Theatre, Londra, 2014)
- Disnatured: Shakespeare in Snoreditch (RIFT Theatre's Shakespeare in Shoreditch Festival, 2014)
- Hello Kind World (The Drayton Arms, Londra, 2014)
- The Helen Project (The Face to Face Festival, Londra, 2015)
- A Mad World, My Masters (Theatre Royal, Brighton, 2015)
- Lo strano caso del cane ucciso a mezzanotte (The Curious Incident of the Dog in the Night-Time) (National Theatre West End, Londra, 2015-2016)
- The Birthday Party (The Harold Pinter Theatre, West End, Londra, 2018)

## Doppiatrici italiane
Nelle versioni in italiano delle opere in cui ha recitato, Pearl Mackie è stata doppiata da:
- Letizia Scifoni in Doctor Who (10ª stagione), Tom Jones - Una storia d'amore
- Ilaria Latini in Doctor Who (episodio natalizio)
- Domitilla D'Amico in Horizon Line - Brivido ad alta quota
- Silvia Tortarolo in The Diplomat